# ミリタント派
ミリタント派（英語: Militant）とは、イギリスの政党、労働党のかつての派閥。 ミリタント・テンデンシー（英語: Militant tendency）とも呼ばれる。
労働党に浸透した加入戦術派トロツキストで、1964年に発売された機関誌「ミリタント」が起源となっている。マイケル・クリックによると、ミリタント派はカール・マルクス、フリードリヒ・エンゲルス、ウラジーミル・レーニン、レオン・トロツキーの政治思想に基づいていた。
1975年、ミリタント派の労働党への加入戦術が報道された。1976年にナショナル・ユース主催の位置にミリタント派メンバーを任命し、労働党青年社会主義派を支配すると、危機感を募らせた労働党のレッグ・アンダーヒルや全国執行委員会の指導者がミリタント派追放を試みた。
1982年にリバプール労働党が、ミリタント派の戦略を反映した違法な赤字予算を採択すると、労働党委員会は、ミリタント派独自の「プログラム、原則、および方針と独特の宣伝」は労働党員として不適格とした。ミリタント派の活動は1982年12月に労働党全国執行委員会によって禁止され、翌年、機関誌ミリタント編集委員会の5人の党員が労働党から追放された。この時点で全国執行委員会は、労働党内部に4,300名のミリタント派の勢力がいると主張し、ミリタント派の追放を継続した。1983年から1987年にかけて、ミリタント派の勢力がリバプール市議会を支配し、議会は政府による料金支援助成金の削減に対する大規模な反対を行った。これにより47人の評議員が労働党からの追放と罰金が課された。リバプール評議会の行動により、労働党の指導者であるニール・キノックは1985年の党大会でミリタント派を非難し、最終的に残存していたミリタント派の労働党議員2名は、1992年の総選挙で労働党の候補になることができなかった。
1989年から1991年の間、ミリタント派は全英反人頭税連盟の人頭税に対する不払いキャンペーンを主導した。1991年、ミリタント派は労働党への加入戦術の放棄を多数決により決定した。かつてグループの最重要なメンバーだったテッド・グラントは追放されたが、彼を支持する少数派は社会主義者の訴えを設立し、加入戦術を継続した。残りの大多数は名称を「ミリタント派労働」に変更し、1997年に社会党となった。